# Yann Piquer
 (juin 2014).
Si vous disposez d'ouvrages ou d'articles de référence ou si vous connaissez des sites web de qualité traitant du thème abordé ici, merci de compléter l'article en donnant les références utiles à sa vérifiabilité et en les liant à la section « Notes et références ».
Yann Piquer est un producteur, réalisateur, auteur et comédien français. Diplômé de l'IDHEC et de Sciences-Po, qualifié de « Corman français » par les cinéphiles[réf. nécessaire], il a produit plus de 250 courts-métrages et documentaires ainsi que quatre longs-métrages. Trois fois primées en compétition officielle à Cannes, ses productions sont le fruit d’un réel engagement dans l'industrie cinématographique indépendante. 

## Filmographie

### Réalisateur

#### Longs métrages
- 2014 : Ça sent le sapin ! de Yann Piquer, avec Artus de Penguern, Albert Delpy, etc.
- 2008 : Le Voyage en Inde de Yann Piquer
Avec Mikaël Chirinian, Sabine Bail, Fred Gelard, Coralie Revel
Grand Prix du long métrage européen au  11th Avignon/New=York Film Festival 2005
- 1994 : Parano de Yann Piquer, Manuel Fleche, Alain Robak, Anita Assal et John Hudson
Avec Jean-François Stevenin, Jacques Villeret, Smaïn, Patrick Bouchitey, Alain Chabat
- 1990 : Adrenaline de Yann Piquer, Jean-Marie Maddeddu, Anita Assal, John Hudson, Barthélémy Bompard, Alain Robak et Philippe Dorison
Avec Jean-Marie Maddeddu, Clémentine Célarié, Ged Marlon, Jean-François Galotte

#### Courts métrages
- 2022 : Série « Les insolents » 9x26 min
- 2016 : Book Express
- 2013 : Stella
- 2005 : Bonne Nuit
- 2001 : Passage Brady
- 2000 : Coup de Lune ; Microciné
- 1999 : Tchao !
- 1998 :  Collection Entr'acte International (coréalisation : Jean-Marie Maddeddu) : La mi-temps américaine, Toilettes russes, La pause japonaise, L'intermède africain, Transit international
- 1997 : Gratin ; L'Amour déchiré
- 1992 : L'Amazone
- 1991 : Six heures du Mat'
- 1989 : Interrogatoire
- 1988 : Sculpture Physique (coréalisation : Jean-Marie Maddeddu) ; La Dernière Mouche (coréalisation Jean-Marie Maddeddu)
- 1987 : Coréalisations avec Jean-Marie Maddeddu: Japanam ; Projection Privée ; Urgence ; Photo de famille ; Mais que fait donc la police ?
- 1986 : Ratatouille (coréalisation : Jean-Marie Maddeddu) ; La Sieste
- 1985 : Entr'Acte (coréalisation Jean-Marie Maddeddu) ; Metrovision ; Atmosphère
- 1984 : Le Doigt ; L'Audition
- 1983 : Lèvres noires (coréalisation : Jean-Marie Maddeddu)
- 1979 : Maxovision

#### Documentaires, clips et publicités
- 2020 : Lucette et le temps qui passe  26 min
- 2019 : clips pour ChardRy et pour Cathy Renoir
- 2018 : publicité Bee Bee (voiture électrique)
- 2017 : L'Archet acoustique
- 2016 : Histoire d'un chantier
- 2015 : Les Archets
- 2014 : Sur la piste des papillons géants[2]
- 2011 : clip Paris Jungle avec Pascal Perbost
- 2011 : publicité pour Honda
- 2010 : Mandalights
- 2009 : Les Archetiers
- 2005 : Le Serin et le Musicien ; Paul Gutterman
- 1996 : Histoires d'insectes (26 min, ARTE)
- 1995 : Lucette et Praline
- 1991 : Monsieur Paul
- 1985 : Le Vert Fou ; Paris Paquebot
- 1982 : Les Étoiles du Soleil
- 1981 : Paulette et Nénesse
- 1980 : L'Apprenti solaire

### Producteur
Production de plus de deux cent cinquante courts métrages à travers sa société de production de films Gulliver Productions parmi lesquels les œuvres de :
Sarah Lévy (Fausses Alertes, La Poupie), Jan Kounen (Captain X), Didier Le Pêcheur (Adieu monde cruel), Arthur Joffé (Urgences, L’Eau Vive), Artus de Penguern (Le Homard), Alain Robak (Corridor, Mauvais rêve), Adrien Ricciardelli (Au diapason), Yacine Sersar (La queue), Gilles Pujol (Deux cafés et l’addition, Deux verveines et l'addition), Dodine Herry Grimaldi (La patience d’une mère - grand prix du court-métrage à Clermont-Ferrand en 2003), Jean-Marie Maddeddu (Entracte, Sculpture Physique, Canadair), Éric Valette (Dégustation), Emmanuel Bellegarde (Le Chant des Brumes, L’Ondine, Naissance d’un Héros), Jean-Jacques Vanier (Mission Lapin), Thierry Boscheron (Paranoland) , Franck Guérin (Nuisibles, La Fille aux Allumettes), Fabien Gorgeart (L’Espace d’un Cri), Emmanuel Noyon (Schizo Show, Bonjour), Smaïn (À quoi ça rime ?), Jean-Marc Longval (Famille Nombreuse), Michel Leray (Bloody Christmas), Jean-Marc Froissart (Video Paradiso), Grégory Morin (Belle Ordure), Olivier Megaton (Forte Tête), Yann Piquer (La Sieste, Sculpture Physique, Coup de Lune – Grand prix du court métrage Sitges 2000), etc., etc.

### Directeur de collection
- 2012-2013 : Modern Love (7 x 10 min). Réalisation : Vincent Harter, Christelle Lamarre, Yann Piquer, Daniel Le Bras, Franck Guerin, Lise Bismuth-Vayssières, etc.
- 2009 : Histoires de Noël (5 x 10 min), avec : La Révolte des Sapins de Michel Leray, Adieu Créature de David Perrault, La Fille aux allumettes de Franck Guérin, SARL Noël d'Anita et John Hudson, Papi Noël de Francis Grosjean
- 2008 : Avoir 20 ans (9 x 7 min), avec : L’Eau Vive d’Arthur Joffe, Nuisibles de Franck Guérin, La Tache de Philippe Dorison, Naissance d"un Héros d'Emmanuel Bellegarde, Paranoland de Thierry Boscheron, Coloc-scopie de Sébastien Douaud, L'Espace d'un Cri de Fabien Gorgeart, No Life de Francis Grosjean, Soyez réalistes demandez l'impossible de Frédéric Demont
- 2002 : Nuits Blanches (10 x 8 min), avec : Bloody Christmas de Michel Leray (Prix du court métrage Gérardmer 2003), Coup de lune de Yann Piquer (Grand prix Sitges 2000 - Prix de la meilleure image Metz 2001), Dégustation d'Eric Valette, Mauvais Rêve d'Alain Robak, Le Chant des Brumes d'Emmanuel Bellegarde, David et Goliath de Jean-Marie MAddenddu, Avis de tempête de Nicolas Alberny, L'Esprit du Jeu de Philippe Dorison, Tchao ! de Yann Piquer (Prix du public festival de Roannes 1999 et Alès 2000)
- 1998 :  Entr'Acte International (6 x 5 min), avec les films de Jean-Marie Maddenddu et Yann Piquer : Entr'acte, La Pause Japonaise, Le Break Russe, la Mi-temps Américaine, L'Intermaide Africain, Transit International.
- 1995 - 1998 : Plans Séquences (15 x 5 min), avec : Le Homard d'Artus de Penguern (Prix du public Meudon 1997 - Cinémalia d'Or 1996), Urgences d'Arthur Joffe, La Poupie de Sarah Lévy, Homo-automobilis de Vincent Mayrand (Prix du Jury Chamrousse 1997), Gratin de Yann Piquer, Famille Nombreuse de Jean-Marc Longval, Le Videur de Christophe Jacrot, L'Amour Déchiré de Yann Piquer, Forte Tête d'Olivier Megaton(Prix du court métrage Avignon 1996), Légitime Défense de Paul-Henry Korchia, La Pomme D'Isaac de Pierre-Henri Salfati, Panne de pointeuse de Philippe Dorison, Mosquito de Pascal Stervinu, Le match de ma vie de Paul-Henry Korchia, Adieu monde cruel de Didier le Pecheur.
- 1989 - 1990 : Adrénaline la série, série de 12 courts métrages fantastiques : Cyclope d'Anita Assal et John Hudson (Prix du festival de Vannes 1990), Revestriction de Barthélémy Bompard (Prix du court métrage à Cannes 1990 - Prix de la jeunesse à Clermont Ferrand 1990 - Nougatine d'Or Nevers 1990, Prix du festival de Prades 1990), Le cimetière des éléphants de Philippe Dorison, Corridor d'Alain Robak, Lifting de Christophe Jarcot (Prix spécial du jury Avoriaz 1989), Train Fantôme de Pascal Dancie, L'Œuf Story de Pierre-Henry Salfati, Interrogatoire de Yann Piquer et Jean-Marie Maddenddu, Cimetière en folie de Pierre-Louis Levacher et Jean-Pascal Quoniam.
- 1987 - 1988 : Sept à voir !, série de 7 films en 35mm réalisés par Yann Piquer et Jean Marie Maddenddu : Sculpture Physique (Prix du court métrage Cannes 1988 - Prix du court métrage Grand Rex 1988 - Prix Assicable Villeurbanne 1988) La dernière mouche (Prix spécial du jury Avoriaz 1988 - Prix spécial du jury Alès 1988), Photo de Famille, Urgence, Projection privée, Japanam, Mais que fait donc la police ?
- 1984 - 1986 : Plus court que moi, tu meurs ! (20 x 5 min), avec : Métrovision de Yann Piquer, La sieste de Yann Piquer, Ratatouille de Yann Piquer et Jean-Marie Maddenddu, Le Doigt de Yann Piquer, L'Audition de Yann Piquer et Jean-Marie Maddendu, Odorama d'Anita Assal et John Hudson, etc.
- Voir Gulliver Productions

### Auteur et compositeur
Auteur de plusieurs dizaines de scénarios de fiction et de documentaires, du court au long métrage, seul ou en collaboration avec d'autres auteurs et réalisateurs
Compositeur de plusieurs musiques de film et d'une centaine de chansons.

### Acteur
- 2010 : Bloody Christmas 2 de Michel Leray : rôle du Père Noël
- 2010 : La Fille aux allumettes de Franck Guérin : rôle du père
- 2009 : Adieu Créature de David Perrault : rôle du policier
- 2008 : Soyez réalistes, demandez l'impossible de Frédéric Demont : rôle du CRS ; Coloc-Scopie de Sébastien Douaud : rôle du veilleur de nuit
- 2007 : Mission Lapin de Jean-Jacques Vanier : rôle du comédien
- 2006 : L'Albatros de Daniel Le Bras : rôle de Tancrède
- 2003 : Mauvais Rêve d'Alain Robak : rôle de la tenancière
- 1995 : À quoi ça rime ? de Smaïn : rôle du passant ; Elle voulait faire quelque chose de Dodine Herry Grimaldi : rôle de l'interviewé
- 1994 : Sado et Maso d'Alain Robak : rôle du voisin
- 1993 : L'Amazone de Yann Piquer
- 1989 : Cimetière en Folie de Pierre-Louis Levacher : rôle du curé ; Baby Blood d'Alain Robak : rôle du clochard
- 1985 : Metrovision de Yann Piquer : rôle du voyageur

## Distinctions
- 2005 : Prix du long métrage européen aux Rencontres franco-américaines d'Avignon pour Le Voyage en Inde
- 2001 : Prix de la meilleure image - Metz pour Coup de Lune
- 2000 : Grand prix du court métrage - Sitges pour Coup de Lune
- 1999 : Prix du public - Roannes ; Prix du Jury - Alès pour Tchao !
- 1988 : Prix du court métrage - Cannes & Prix du court métrage - Grand Rex pour Sculpture Physique  (coréalisation : Jean-Marie Maddeddu) ; Prix spécial du jury - Avoriaz & Prix spécial du jury - Alès pour La Dernière Mouche (coréalisation : Jean-Marie Maddeddu) ; Prix spécial du jury - Festival des jeunes réalisateurs de Paris pour Projection Privée (coréalisation Jean-Marie Maddeddu)
- 1987 : Prix S2PA - Villeurbanne pour La Sieste
- 1986 : Prix du Jury - Epinay pour Entr'Acte (coréalisation : Jean-Marie Maddeddu)
- Prix à la qualité CNC pour les films : Maxovision, Paulette et Nénesse, Sculpture Physique, La Dernière Mouche, Coup de Lune